# Türkiskronkolibri
Der Türkiskronkolibri (Coeligena phalerata), auch Weißschwanz-Andenkolibri oder Weißschwanzmusketier genannt, ist ein Seglervogel in der Familie der Kolibris (Trochilidae). Er ist im südamerikanischen Land Kolumbien endemisch. Der Bestand wird von der IUCN als „potenziell gefährdet“ (near threatened) eingestuft.

## Merkmale

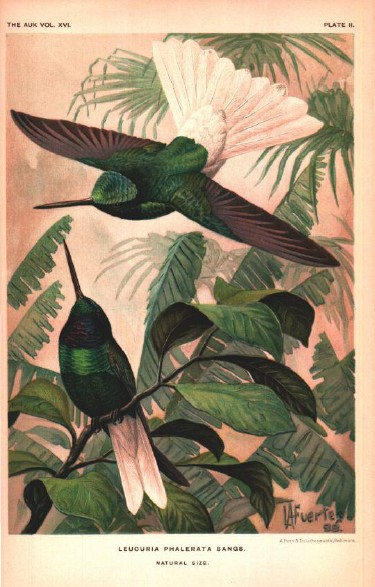
Türkiskronkolibri, gemalt von Louis Agassiz Fuertes

Der Türkiskronkolibri erreicht eine Körperlänge von etwa 11 Zentimetern, wobei der gerade schmale Schnabel 3 Zentimeter lang wird. Die Oberseite des Männchens ist überwiegend dunkelgrün. Der Scheitel glitzert grün, im hinteren Bereich hellblau. Die Unterseite schimmert grün. Ein Fleck im unteren Bereich der Kehle glitzert violett. Die Unterschwanzdecken und der abgerundete Schwanz sind weiß, wobei der Schwanz dunkle bronzefarbene Spitzen aufweisen kann, die mit zunehmendem Alter vollkommen weiß werden. Das Weibchen ist auf der Oberseite glänzend grün. Der dunkle Scheitel ist blaugrün gefärbt. Die Unterseite wirkt zimtfarben bis rotbraun mit mehr oder weniger grünen, runden Flecken an der Seite. Der dunkel bronzefarbene Schwanz weist kleine, schmale und helle Spitzen an den äußeren Federn auf.

## Verhalten
Man sieht Türkiskronkolibris meist nur kurz im unteren Gestrüpp herumfliegen. Sie sind territorial und sehr aggressiv. Aus Beobachtungen geht hervor, dass sie u. a. Fuchsien anfliegen. Während der Futtersuche zwitschern sie auffällig. Die Brutzeit ist vermutlich von Februar bis April.

## Verbreitung und Lebensraum

Verbreitungsgebiet des Türkiskronkolibris

Meist sind Türkiskronkolibris in feuchten Bergwäldern und an buschigen Waldrändern in Höhen zwischen 1400 und 3300 Metern in der Sierra Nevada de Santa Marta zu finden. Während die Männchen kleine Lichtungen und den dichteren Wald bevorzugen, sind die Weibchen häufiger an Waldrändern anzutreffen. Sie fliegen regelmäßig eher größere Blumen an. Beobachtungen zeigten, dass sie am Anfang der Regenzeit (Mai bis September) in der Gegend um Cuchilla de San Lorenzo deutlich seltener anzutreffen sind als sonst üblich.

## Bestandsentwicklung
Aufgrund von Bestandsrückgängen im eher kleinen Verbreitungsgebiet von 3856 km2 in der Sierra Nevada de Santa Marta wird der Türkiskronkolibri von der IUCN mittlerweile als „potenziell gefährdet“ (near threatened) eingestuft. Beobachtungen aus dem Jahr 2014 deuten darauf hin, dass die Art auch in der Serranía de Perijá vorkommt, was das Verbreitungsgebiet auf 5570 km2 erhöht. Durch Habitatverlust und -zersplitterung, Abholzung, Landwirtschaft mit Viehzucht, Plantagenanpflanzungen eingeführter Baumarten (Eukalyptus und Kiefern) sowie durch den Klimawandel verkleinert sich stetig der Lebensraum des Türkiskronkolibris, da diese Art sich noch nicht einmal an kleinere Veränderungen in ihrem Habitat anpassen kann.

## Etymologie und Forschungsgeschichte
Von Mai bis Juni 1898 sammelte Wilmot Wood Brown Jr. (1868–1953) in den Bergen von Santa Marta Vogelbälge, die er an Outram Bangs schickte. Am 17. Juni 1898 sammelte Brown das Typusexemplar des Türkiskronkolibris, welches Bangs unter dem Namen Leucuria phalerata erstmals beschrieb. Erst später wurde die Art in die Gattung Coeligena aufgenommen. Das Wort Coeligena leitet sich aus den lateinischen Wörtern coelum bzw. caelum für „Himmel“ und genus für „Nachkomme“ ab. Phalerata stammt vom lateinischen Wort phaleratus und bedeutet so viel wie „verziert mit Gedenkmünzen“, was wahrscheinlich durch das schimmernde Gesamtbild der Art inspiriert wurde.